# Лесовая Поляна (Черниговская область)
Лесна́я Поля́на (укр. Лісова Поляна) — село, расположенное на территории Бахмачского района Черниговской области (Украина). Село входит в Матеевский сельсовет.
Население — 9 жителей (2006 год). Плотность населения 95,74 чел/км².
Впервые упоминается в 1650 году.
Средняя высота населённого пункта — 120 м над уровнем моря. Село расположено в зоне умеренно континентального климата.
Национальный состав представлен преимущественно украинцами, конфессиональный состав — христианами.